# Andrea Hernández Fitzner
Andrea Hernández Fitzner (n. Tuxtla Gutiérrez, Chiapas; 18 de diciembre de 1982). Es la titular de la Secretaría para el Desarrollo de la Frontera Sur y Enlace para la Cooperación Internacional, del Gobierno de Chiapas, México. Es Licenciada en Relaciones Internacionales por la Universidad de las Américas Puebla (2006). A partir de este año, ingresó al Gobierno del Estado de Chiapas en el área de atención a migrantes, participando en el diseño de las políticas migratorias estatales. En 2009, Andrea Hernández Fitzner se vuelve la secretaria de despacho más joven de Chiapas cuando el gobernador Juan Sabines Guerrero la nombra como titular de la recién creada Secretaría para el Desarrollo de la Frontera Sur.
El interés de la Secretaria Hernández Fitzner, así como sus competencias en temas de migración y desarrollo, se fueron formando a lo largo de sus estudios en relaciones internacionales y en políticas migratorias, además de su propia experiencia laboral, la cual incluye el haber sido Enlace de Defensa y Promoción de los Derechos Humanos en la Dirección de Atención a Migrantes de la Coordinación de Relaciones Internacionales. Posteriormente, ocupó la Jefatura del Área de Estudios y Proyectos de la misma Coordinación, para posteriormente ser designada Directora de Atención a Migrantes. Los temas que se manejan en la mencionada secretaría son migración, cooperación internacional, Proyecto Mesoamérica y relaciones fronterizas; como parte de este último, ha sido parte activa de las últimas tres Reuniones Binacionales México – Guatemala.
Andrea Hernández cuenta con estudios en Políticas sobre Migraciones Internaciones por parte la Organización Internacional para las Migraciones en Argentina y en políticas públicas por The Washington Center.
Ha sido ponente en diversos foros nacionales e internacionales, incluyendo el Seminario sobre Migración y Juventud, organizado por la Organización Iberoamericana de la Juventud, donde además fue nombrada como Coordinadora de la Red Iberoamericana sobre Juventudes y Migración. Dicha red, ya ha comenzado a desarrollar un primer proyecto, que es la creación de una subcomisión relatora especializada en juventudes, desarrollo y migración. También fue miembro activo de la delegación mexicana que compareció ante el Consejo de Derechos Humanos de la Organización de las Naciones Unidas en 2011 para presentar los avances en materia de protección a los derechos humanos de las poblaciones migrantes en México, y especialmente en su estado Chiapas.